# Societat Antiesclavista Estatunidenca

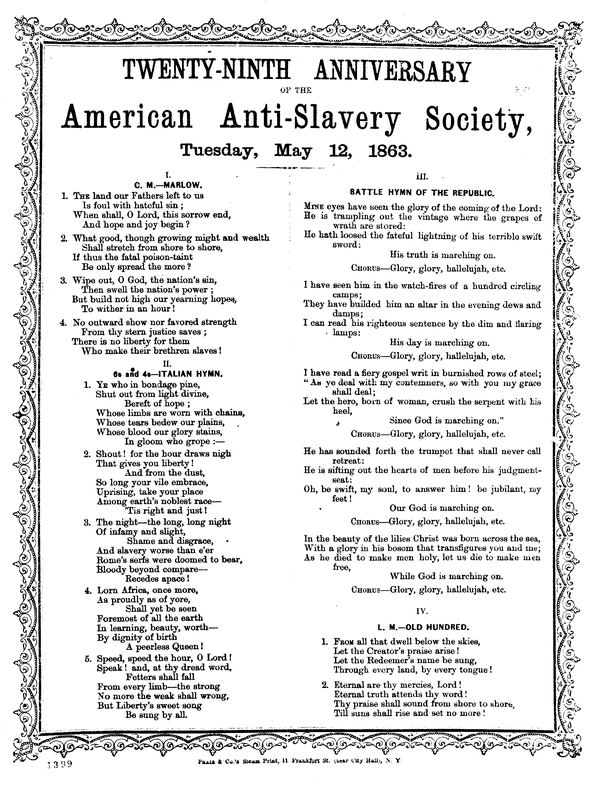
Programa del 29è aniversari de la Anti-Slavery Society

La Societat Antiesclavista Estatunidenca (1833-1870) fou una societat antiesclavista fundada per William Lloyd Garrison i Arthur Tappan. Un dels seus líders clau fou Frederick Douglass. També cal destacar-hi l'antic esclau alliberat, William Wells Brown. El 1838, la Societat va arribar a tenir 1350 organitzacions locals i al voltant dels 250,000 membres.
Entre altres, alguns dels seus membres famosos, foren: Theodore Dwight Weld, Theodore S. Wright, Lewis Tappan, James G. Birney, Lydia Maria Child, Maria Weston Chapman, Abby Kelley Foster, Stephen Symonds Foster, Henry Highland Garnet, Samuel Cornish, James Forten, Charles Lenox Remond, Lucretia Mott, Lucy Stone, Robert Purvis, and Wendell Phillips. El quarter general de la Societat estava situat a Nova York. Entre el 1840 i el 1870 va editar un periòdic setmanal: el National Anti-Slavery Standard.

## Context històric
Als anys 20 del s. XIX es van fer els debats abolicionistes del Compromís de Missouri i una sèrie d'events van portar la qüestió de l'esclavitud al primer pla. Entre el 1829 i el 1831 hi va haver interessants debats a Virgínia i als estats del nord, en els que es discutia sobre la possibilitat d'alliberar els esclaus i de reportar-los a l'Àfrica (una proposta que dugué a la fundació de Libèria). L'agitació va augmentar el 1829 amb la publicació d'Appeal to the Colored Citizenz of the World, de David Walker, i el 1831, amb la revolta de l'esclau Nat Turner. Segons Lous Ruchame, "La Revolta de Turner fou únicament una de les prop de 200 revoltes entre el 1776 i el 1860, però fou una de les més sagnants i de les que va provocar més por entre els blancs del sud". Nat Turner i més de 70 negres esclaus i lliures es van revoltar espontàniament al Comtat de Southampton, Virgínia, a l'agost del 1831. Van atacar moltes granges i van matar molts blancs, alliberant més esclaus. Llavors, una milícia va fer caure la insurrecció en la que més de 80 esclaus hi van participar i hi van morir uns 60 homes blancs. Tot i aquest aixecament va portar a alguns estatunidencs a considerar l'abolició al sud, la reacció en els estats sudistes fou enfortir les lleis que regien el comportament dels esclaus.
El mateix any, Carolina del Sud es va oposar als impostos federals i la va declarar nul·la a l'estat. El President estatunidenc Andrew Jackson, deixant de banda els arguments dels drets dels estats, va amenaçar d'utilitzar l'exèrcit per a fer complir les lleis federals. En vistes a aquesta amenaça, l'Estat de Carolina del Sud va fer marxa endarrere, però aquest episodi va generar temors a tot el Sud, ja que temien que només era qüestió de temps abans que el Congrés comencés a alterar la legislació sobre l'esclavitud. Aquesta ansietat va augmentar el 1833, quan es va fundar la Societat Antiesclavista Estatunidenca a Filadèlfia.

## La Societat Antiesclavista

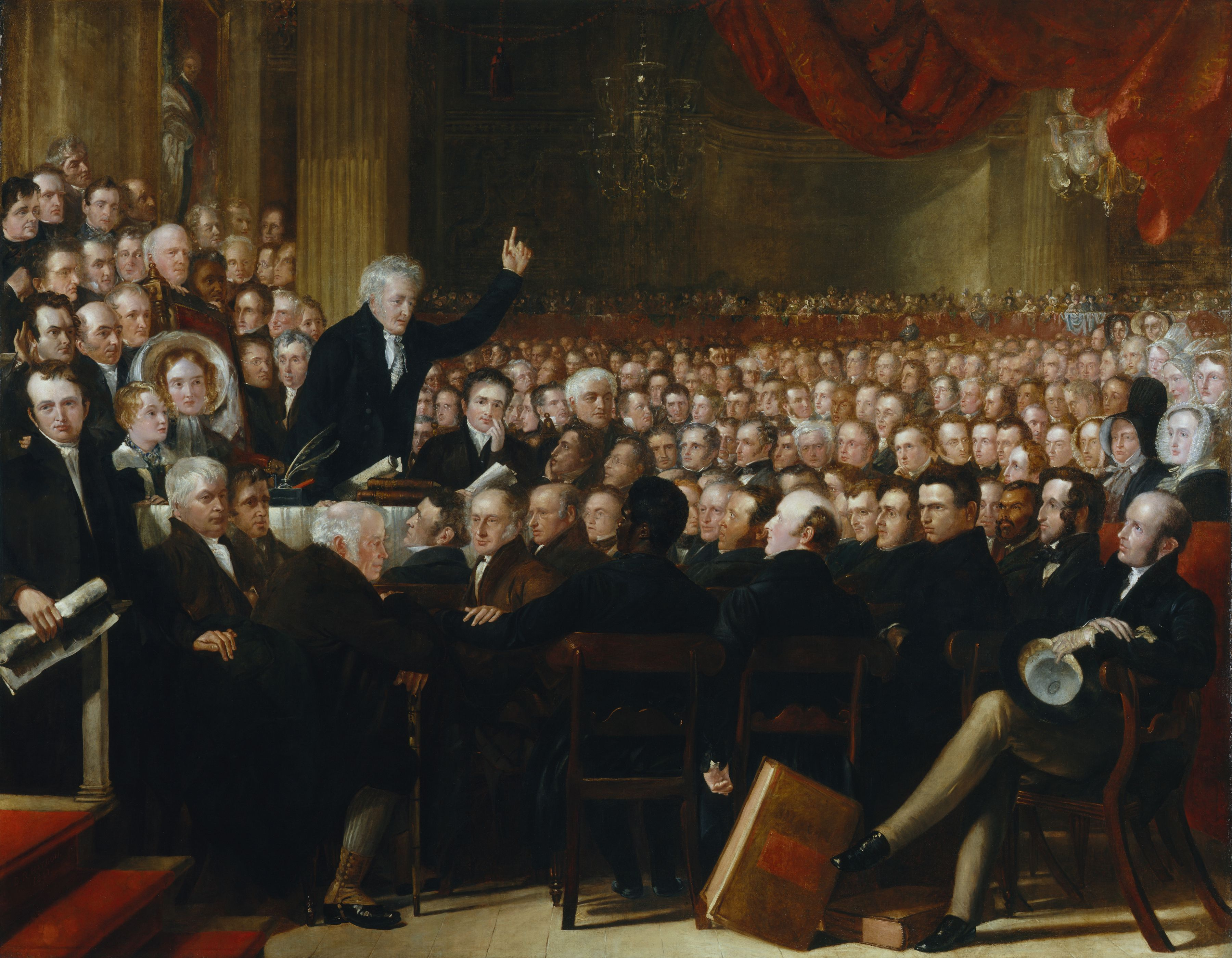
Convenció de la Societat Antiesclavista, el 1840

Al mateix temps de promoure el bé comú dels esclaus, la Societat fou objecte de polèmica. Segons la Britannica Encyclopedia, "Les activitats de la Societat Antiesclavitud sovint es trobaven amb oposició pública violenta: els invadien les trobades, atacaven els presentadors i els cremaven les premses." A mitjans dels anys 30 del S. XIX, l'esclavitud havia esdevingut tan important en l'àmbit econòmic, que desfer-se'n causaria un gran cop a la seva economia, sobretot dels estats del Sud.
El desembre del 1833 es va reunir una convenció d'abolicionistes a Filadèlfia. Aquesta tenia 62 delegats, dels quals 21 eren Quàquers. William Lloyd Garrison va escriure la nova declaració de l'organització de la Societat. El document condemnà la institució de l'esclavitud i va acusar els propietaris d'esclaus. Demanava l'abolició immediata de l'esclavitud sense pal·liatius i era crítica amb els objectius de la Societat Americana de Colonització. Al mateix temps, declarava que el grup era pacifista i els signants estaven d'acord, fins i tot, a morir com màrtirs per la causa. El juny del 1834 hi va haver atacs a les cases i propietats dels abolicionistes a Nova York (Motins Farren). Després d'aquests motins la Societat va emetre un avís públic en el que va negar la seva intenció de promoure els matrimonis mixtes entre les races, de dissoldre la Unió, de violar la llei o de sol·licitar al Congrés que imposés l'abolició als Estats.
El reverend afroamericà Theodore S. Wright foun un important membre fundador i va estar al comitè executiu fins al 1840. Juntament amb altres membres com Tappan i Garrison es van manifestar a favor de la temperança, l'educació, el sufragi negre i la reforma de la llei de la terra.
Molts membres fundadors utilitzaren un enfocament de l'esclavitud que afirmava que no tenia cap sentit, en l'àmbit econòmic. Wright va utilitzar la retòrica de la religió perquè els americans tinguessin empatia envers els afroamericans i va presentar l'esclavitud com una immoralitat.
El 1839 l'organització nacional s'havia dividit: Garrison i els seus seguidors es van radicalitzar més que altres membres; van denunciar la Constitució dels Estats Units, que donava suport a l'esclavitud, van anar contra la religió establerta i va animar a compartir les responsabilitats organitzatives amb les dones. Una minoria de delegats anti-feministes, que també eren més moderats en els seus plantejaments, van fundar la Societat Antiesclavista Americana i Estrangera. Wright fou un d'ells. Aquests eren més conservadors i donaven suport a la religió organitzada i les formers tradicionals de govern i van excloure les dones del lideratge. Un altre episodi fou el que els abolicionistes van entrar a la política com un partit.
El Partit de la Llibertat fou una organització separada antiesclavista que es va escindir de la Societat Antiesclavista Estatunidenca el 1839 per a perseguir una agenda abolicionista a través d'un procés polític. Garrison no va creure que fos prudent de lluitar el sistema des de dins. Però, de totes maneres, la ruptura de la Societat Antiesclavista van causar poc mal a l'abolicionisme.
Entre les dècaes del 1840 i 1850, l'abolicionisme estatunidenc va ser dirigit per societats estatals i locals, degut als problemes de lideratge nacional. El Partit del Sòl Lliure (1848-54) i després el Partit Republicà dels Estats Units (fundat el 1854) van portar l'anti-esclavitud a l'avantsala de la política. El 1870 es va dissoldre formalment la Societat Antiesclavista Estatunidenca. Fou després de la Guerra Civil i l'emancipació.
No s'ha de confondre la Societat Antiesclavista amb l'organització actual de l'American Anti-Slavery Group (AASG).